# Film von gestern
Film von gestern ist ein Dokumentarfilm des DEFA-Studios für Dokumentarfilme von Roland Steiner aus dem Jahr 1980.

## Handlung
Mitte der 1950er Jahre sitzt eine Gruppe Kinder auf einem Hinterhof und blickt gespannt auf die Ladefläche eines Lastkraftwagens, auf der eine Räubergeschichte mit Marionetten gespielt wird, die auch die kleinen Zuschauer mit einbezieht. Wieder zu Hause auf ihren Höfen holen die Kinder ihre Puppen und spielen mit denen selbst ein wenig Theater. Anschließend unterhalten sich die Figuren darüber, was sie sich für die Zukunft wünschen, was auch mit den Wünschen der Kinder deckt.
Zuschauerin dieses Films mit dem Titel Träumt für morgen ist Brigitte Großmann, die mit ihrer gesamten Familie im Kino sitzt. Sie war vor 25 Jahren, als sechsjähriges Mädchen, eines der Kinder, die mit der Kamera beobachtet wurden. Heute hat sie sechs Kinder, ist geschieden und arbeitet als Verkäuferin in einer staatlichen Kohlehandlung. Bei dieser Arbeit wird sie durch das Filmteam beobachtet, genauso wie in ihrem häuslichen Umfeld. Der alte Film weckt Erinnerungen in ihr, so zum Beispiel wie sie auf dem Flughafen Berlin-Schönefeld den vietnamesischen Präsidenten Hồ Chí Minh verabschieden durfte, der zu einem Staatsbesuch in der DDR geweilt hatte. Mit ihrem Leben ist sie weitgehend zufrieden. Den Beruf einer Verkäuferin wollte sie schon immer ergreifen, hat keine Wünsche, mit ihrer Arbeit ist sie zufrieden und ihre sechs Kinder möchte sie auch nicht hergeben. Sie will nur, dass es ihre Kinder einmal besser haben, als sie selbst und sie sollen erst einmal das Leben genießen, bevor sie Kinder bekommen. Während der Dreharbeiten heiratet Frau Großmann zum zweiten Mal, nachdem die erste Ehe nicht glücklich verlief.

## Produktion und Veröffentlichung
Film von gestern wurde unter dem Arbeitstitel Träumt für morgen vom Bereich Kinofilm Berlin, AG Kinder- und Jugendfilm auf ORWO-Color gedreht. Der Anlauf in den Kinos der DDR erfolgte am 4. April 1980. Die Dramaturgie lag in den Händen von Gerta Stecher.
Für den 1956 entstandenen DEFA-Dokumentarfilm Träumt für morgen, aus dem die gezeigten Ausschnitte stammen, war der folgende Stab verantwortlich:
- Regie: Hugo Hermann
- Drehbuch: Wera Küchenmeister und Claus Küchenmeister
- Kamera: Hans Dumke und Hugo Hermann
- Musik: Kurt Grottke
- Schnitt: Ella Ensink